# Robert H. Schuller
Robert Harold Schuller (Alton, Iowa, 16 de septiembre de 1926 - Artesia, California, 2 de abril de 2015) fue un teleevangelista, pastor, orador motivacional y autor estadounidense. Era conocido principalmente por el programa semanal de televisión Hour of Power que se inició en 1970. Fue también el fundador de la Catedral de Cristal en Garden Grove, California, donde la Hour of Power había sido transmitida previamente.

## Ministerio
Schuller se centra en lo que él cree que son los aspectos positivos de la fe cristiana. Evita deliberadamente condenar a la gente por el pecado, en la creencia de que Jesús "reunió necesidades antes de pregonar credos". En relación con Dios, Schuller enfatiza que alguien, que está sembrando fe y acciones positivas en su corazón, descubrirá que el subproducto es una reducción del pecado. Es conocido por decir: "El pecado es una enfermedad antes de que sea una acción". Schuller anima a los cristianos (y no cristianos) a lograr grandes cosas a través de Dios y creer en sus sueños. Él escribió: "Si lo puedes soñar, lo puedes hacer!".
Como pastor fundador de la Catedral de Cristal, a Schuller se le ha visto y oído a nivel internacional los domingos en el culto religioso de una hora de mayor audiencia en el mundo, la Hour of Power, de los cuales 1500se han registrado.

## Escritos
Schuller es autor de 37 libros de tapa dura, seis de los cuales han aparecido en la lista de superventas del New York Times y Publishers Weekly, entre ellos:
- Way to the Good Life (1963)
- Move Ahead With Possibility Thinking (1967)
- Self-Love (1975)
- You Can Be the Person You Want to Be (1976)
- Toughminded Faith for Tenderhearted People (1979), Thomas Nelson, ISBN 0-8407-5329-2
- Self-Esteem: The New Reformation (1982)
- Tough Times Never Last but Tough People Do (1983), Thomas Nelson ISBN 978-0-8407-5287-1
- The Power of Being Debt Free  (1985); Thomas Nelson Publishing, ISBN 0-8407-5461-2
- Living Positively One Day at a Time (1986)
- Success Is Never Ending, Failure Is Never Final (1990)
- Life's Not Fair, But God Is Good (1991)
- Prayer: My Soul's Adventure with God (1995), Doubleday ISBN 978-0-385-48505-0
- My Journey: From an Iowa Farm to a Cathedral of Dreams (2001)
- Hours of Power (2004)
- Don't Throw Away Tomorrow (2005)